# Lüderitz Speed Challenge
Koordinaten: 26° 41′ 13″ S, 15° 8′ 53″ O

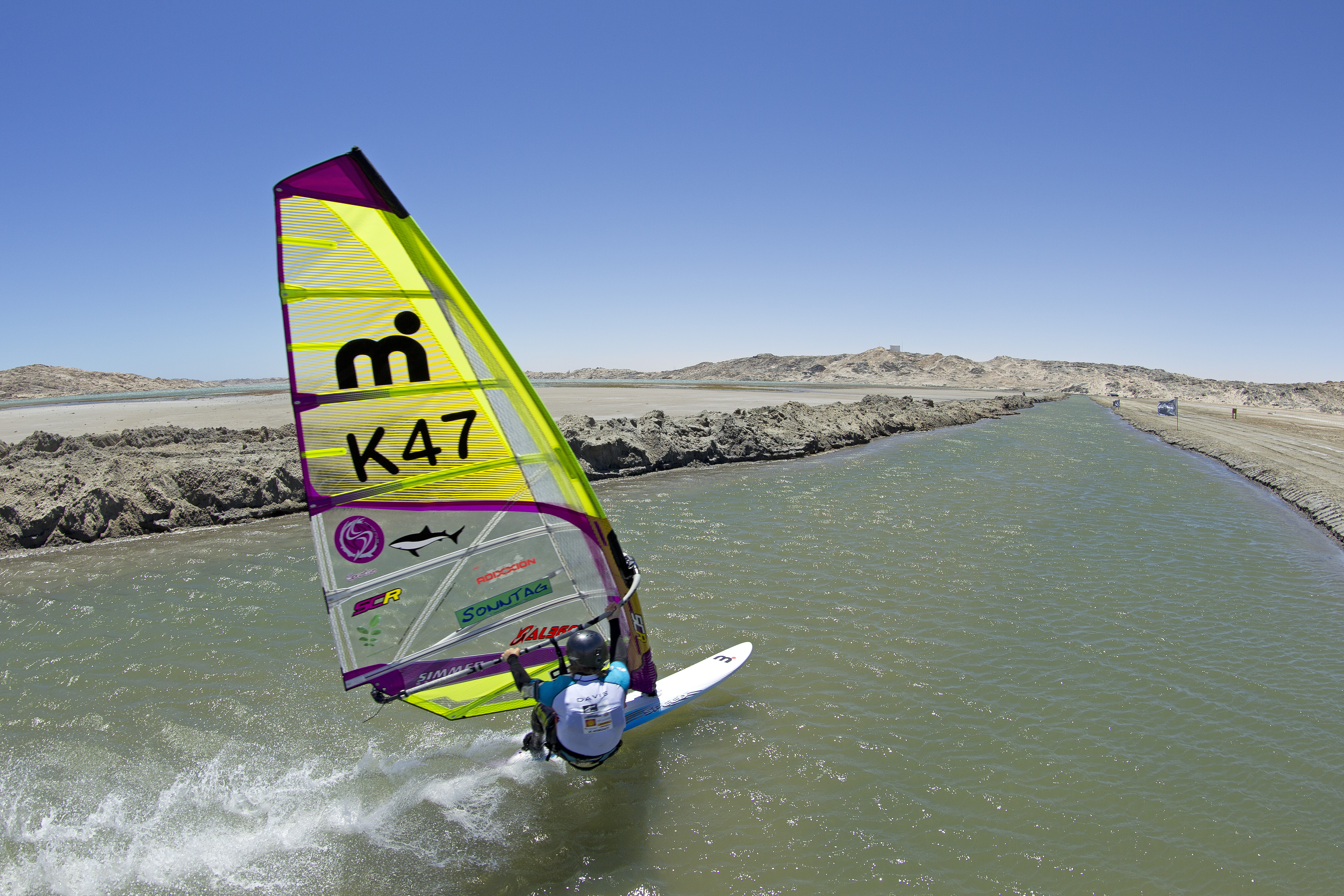
Zara Davis 2013 bei der Lüderitz Speed Challenge

Die Lüderitz Speed Challenge (zu deutsch etwa Lüderitz Geschwindigkeitswettbewerb) ist ein alljährlich stattfindender Geschwindigkeitswettbewerb im Kite- und Windsurfen. Dieser findet seit 2007 in Lüderitz im Südwesten Namibias statt. Er ist vom World Sailing Speed Record Council (WSSRC) und der International Sailing Federation (ISAF) anerkannt und gilt als einer der wichtigsten und größten Wettbewerbe seiner Art weltweit.

## Rekorde
Im Rahmen der Lüderitz Speed Challenge wurden (Stand August 2015) zwölf Weltrekorde und 75 nationale namibische Rekorde gebrochen. Dabei durchbrachen Kitesurfer als Erste die 50-Knoten-Marke als Durchschnittsgeschwindigkeit über 500 m. Einen Überblick über die weltweit Schnellsten unter Segeln bietet das Speed World Ranking auf der Homepage der Lüderitz Speed Challenge – mit derzeit dem Australier Paul Larsen an der Spitze, der am 18. November 2012 mit einer Durchschnittsgeschwindigkeit von 55,32 Knoten (kn) (102,45 km/h) über eine Seemeile, und am 24. November desselben Jahres mit 65,45 kn (121,12 km/h) über 500 m jeweils Weltrekorde für das schnellste segelbetriebene Wasserfahrzeug mit der Vestas Sailrocket 2 erzielte, dies allerdings vor der Küste Namibias und nicht auf dem Kanal der Lüderitz Speed Challenge. Bei den Damen wurde am 26. November 2022 der bisherige Rekord von 46,49 Knoten der Britin Zara Davis aus dem Jahre 2017 durch die Urnerin Heidi Ulrich gleich zweimal geknackt; erst mit 46,8 Knoten, und gleich darauf dann mit 47,2 Knoten.